# David Toms

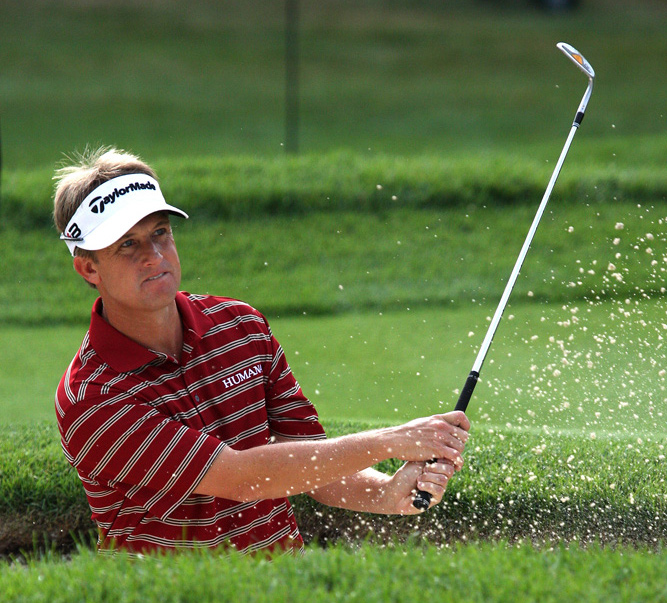
David Toms 2008

David Wayne Toms, född 4 januari 1967 i Monroe i Louisiana, är en amerikansk professionell golfspelare på PGA-touren. Han har flera gånger legat bland de tio bästa på golfens världsranking och har som bäst blivit rankad som världsfemma. Toms har vunnit totalt 13 tävlingar på PGA-touren och en majortävling, PGA Championship 2001.

## Biografi
Toms vann 1984 års Junior World Golf Championships. Han tog examen på Louisiana State University och blev proffs 1989.
Toms kvalificerade sig till PGA Touren genom att sluta på en delad 23:e plats på PGA Tour qualifying school 1991, vilket gav honom spelrättigheter på PGA-touren under säsongen 1992. Efter en dålig säsong 1994 blev Toms av med sitt tourkort på PGA Touren, och spelade då på Nike Tour (nu Web.com Tour), där han vann två tävlingar och återfick sitt tourkort på PGA Touren inför 1996.
Under 1996 års säsong noterar Toms enbart två top-10 placeringar, men slutar på en 105:e plats på penningligan, vilket ger honom fortsatta spelrättigheter på PGA Touren under 1997 års tävlingssäsong. Toms vinner 1997 Quad City Classic, vilket är hans första seger på PGA Tour.
Under säsongen 1999 vinner Toms två tävlingar: Sprint International och Buick Challenge och noterar ytterligare fem top-10 placeringar. Följande säsong, år 2000, vinner Toms Michelob Championship at Kingsmill och placerar sig även som delad 4:a på British Open. Toms klarar totalt 26 kvalgränser av 31 spelade tävlingar under säsongen.
Säsongen 2001 kom att bli Toms bästa: han vann PGA Championship, Michelob Championship och Compaq Classic of New Orleans och ytterligare sex stycken top-10 placeringar. Hans segerresultat på 265 slag, 15 under par i PGA Championship, var den lägsta 72-hålsscore någonsin i en major även om det inte är det lägsta i förhållande till par, ett rekord som Tiger Woods har. Rekordet av Toms stod sig till 2016 då Henrik Stenson vann British Open på 264 slag.

## Meriter

### Majorsegrar
| År   | Mästerskap       | Winning score   | Mot par | Segermarginal | Runner-up      |
| ---- | ---------------- | --------------- | ------- | ------------- | -------------- |
| 2001 | PGA Championship | 66-65-65-69=265 | -15     | 1 slag        | Phil Mickelson |

### Segrar på PGA Tour
| No. | Datum        | Tävling                               | Vinsresultat            | Mot par | Segermarginal | Runner(s) up                                   |
| --- | ------------ | ------------------------------------- | ----------------------- | ------- | ------------- | ---------------------------------------------- |
| 1   | Jul 13, 1997 | Quad City Classic                     | 67-66-67-65=265         | -15     | 3 slag        | Brandel Chamblee, Robert Gamez, Jimmy Johnston |
| 2   | Aug 22, 1999 | Sprint International                  | 47 pts. (16-13-10-8=47) |         | 3 poäng       | David Duval                                    |
| 3   | Okt 3, 1999  | Buick Challenge                       | 68-66-66-71=271         | -17     | 3 slag        | Stuart Appleby                                 |
| 4   | Okt 8, 2000  | Michelob Championship at Kingsmill    | 68-70-67-66=271         | -13     | Särspel       | Mike Weir                                      |
| 5   | 6 maj 2001   | Compaq Classic of New Orleans         | 66-73-63-64=266         | -22     | 2 slag        | Phil Mickelson                                 |
| 6   | Aug 19, 2001 | PGA Championship                      | 66-65-65-69=265         | -15     | 1 slag        | Phil Mickelson                                 |
| 7   | Okt 7, 2001  | Michelob Championship at Kingsmill    | 64-70-67-68=269         | -15     | 1 slag        | Kirk Triplett                                  |
| 8   | 11 maj 2003  | Wachovia Championship                 | 70-69-66-73=278         | -10     | 2 slag        | Robert Gamez, Brent Geiberger, Vijay Singh     |
| 9   | Jun 29, 2003 | FedEx St. Jude Classic                | 68-67-65-64=264         | -20     | 3 slag        | Nick Price                                     |
| 10  | 30 maj 2004  | FedEx St. Jude Classic                | 67-63-65-73=268         | -16     | 6 slag        | Bob Estes                                      |
| 11  | Feb 27, 2005 | WGC-Accenture Match Play Championship | 6 & 5                   | 6 & 5   | 6 & 5         | Chris DiMarco                                  |
| 12  | Jan 15, 2006 | Sony Open in Hawaii                   | 66-69-61-65=261         | -19     | 5 slag        | Chad Campbell, Rory Sabbatini                  |
| 13  | 22 maj 2011  | Crowne Plaza Invitational at Colonial | 62-62-74-67=265         | -15     | 1 slag        | Charlie Wi                                     |

### Segrar på Web.com Tour
- 1995 Nike Greater Greenville Classic, Nike Wichita Open.

### Lagtävlingar för USA
- Ryder Cup: 2002, 2004, 2006
- World Cup: 2002
- Presidents Cup: 2003, 2005, 2007, 2011